# Taenia pisiformis
Taenia pisiformis (Syn. Taenia serrata, Goeze, 1782) ist ein Bandwurm, der vorwiegend Hunde und Füchse befällt, sehr selten auch Katzen. Als Zwischenwirte fungieren Hasenartige und Nagetiere. Der adulte Wurm ist 30 bis 150 cm lang und etwa 5 mm breit. Das Rostellum des Scolex trägt zwei Hakenreihen mit großen (200–295 µm) und kleinen (130–180 µm) Haken. 

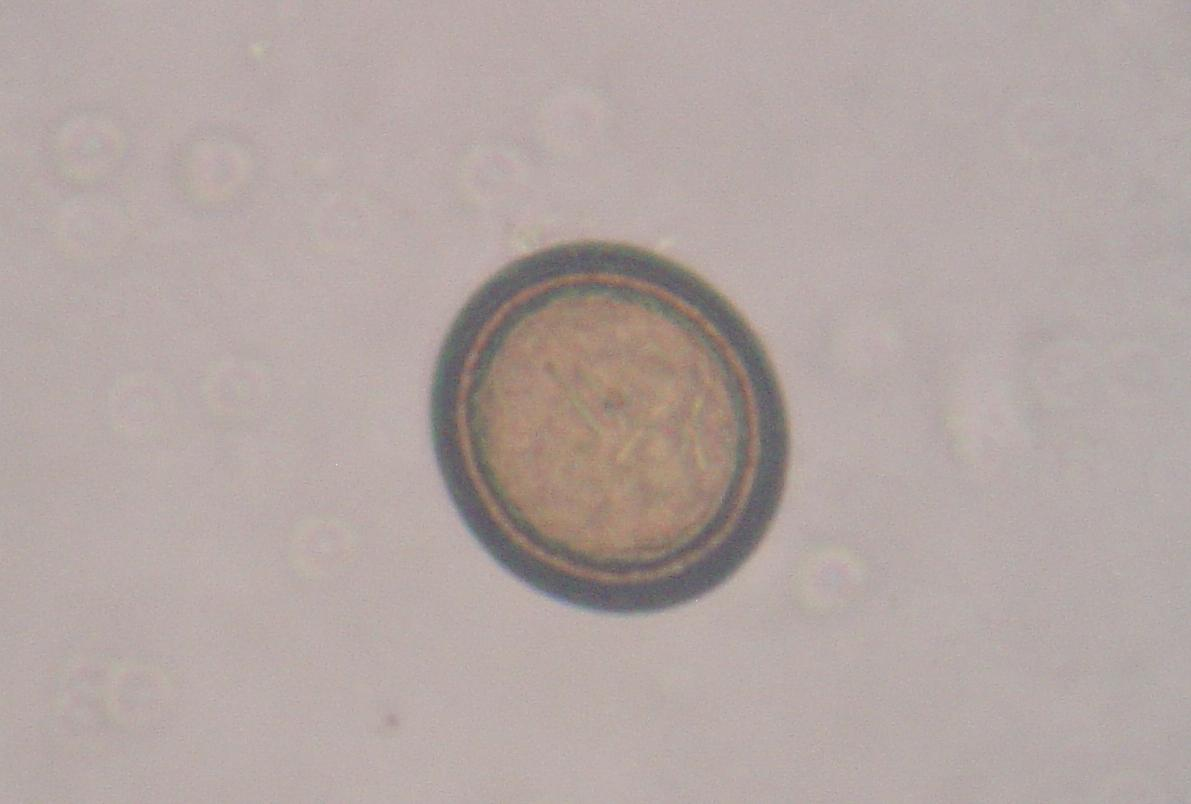
Ei von Taenia pisiformis

Die Proglottiden sind trapezförmig mit einfachen, deutlich vorspringenden Genitalporen, welche randständig und unregelmäßig angeordnet sind. Der Uterus hat einen relativ langen Mittelabschnitt, von dem 8 bis 14 Paare schräger Seitenäste abgehen.
Die Infektion der Zwischenwirte erfolgt durch Aufnahme der Onkosphären. Im Zwischenwirt entwickeln sich die erbsengroßen Finnen (Cysticercus pisiformis), die meist in der Leber oder dem Gekröse lokalisiert sind und bei starkem Befall zu traubenförmigen Gebilden zusammengelagert sein können.